# Starz Inc.
 (novembre 2020).
Starz Inc., anciennement Liberty Starz, est un groupe audiovisuel américain qui fait partie du conglomérat de médias Lions Gate Entertainment Corporation. Starz Inc. faisait partie du conglomérat de médias américain Liberty Media jusqu'à son rachat par Lions Gate le 8 décembre 2016.
En 2024, Starz possédait 17 chaînes de télévision par câble ou par satellite.

## Liste des chaînes du groupe
- Starz original
- Starz edge
- Starz in black
- Starz comedy
- Starz cinema
- Starz kids & family
- Starz encore
- Starz encore action
- Starz encore classic
- Starz encore black
- Starz encore family
- Starz encore suspense
- Starz encore westerns
- Starz encore español
- Movie plex
- Indie plex
- Retro plex